# 林家遗址
林家遗址，位于中国甘肃省东乡族自治县，2006年5月25日公布为第六批全国重点文物保护单位。
林家遗址的历史年代为新石器时代。